# Jan Kohlmeyer
Jan Kohlmeyer (né en 1928) est un mycologue marin de nationalité américaine.